# Lunar 100

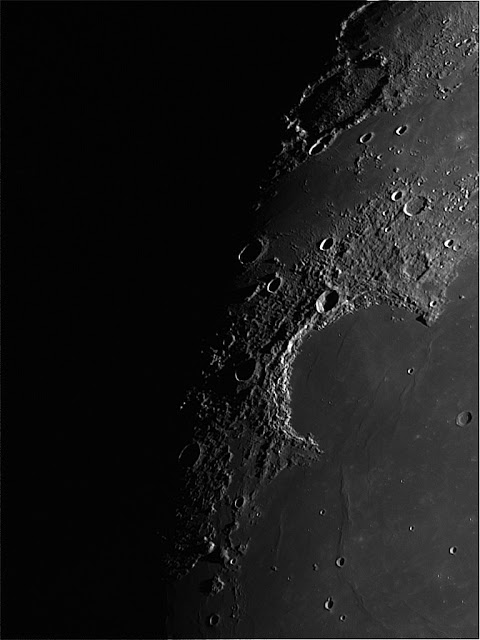
L14 - Sinus Iridum

El Lunar 100 ( L100) és una llista de les cent regions més interessants a observar de la Lluna.
Aquest llistat d'objectes lunars el va descriure Charles A. Wood en l'article 'The Lunar 100' de la revista Sky&Telescope d'Abril del 2004.
Amb tot plegat el que pretenia Wood era dotar els aficionats a l'astronomia amb un llistat d'objectes similar al  Catàleg de Messier, però d'un objecte d'observació més proper que els objectes del cel profund, la Lluna.
Els objectes a observar són cràters, mars, falles, muntanyes... i estan ordenats per ordre de dificultat d'obtenció. L'L1 és la Lluna, l'L2 és la  llum cendrosa, l'L3 és el contrast entre el color fosc dels mars i les parts altes més clares. A a partir de l'L4 ens trobem amb accidents lunars concrets com el Cràter Tycho (L6 Arxivat 2013-06-08 a Wayback Machine.), la falla Vallis Schröter (L17 Arxivat 2013-06-08 a Wayback Machine.), els Monts Leibnitz (L96 Arxivat 2013-06-08 a Wayback Machine.). Fins a arribar al L100 que són els remolins del Mar Marginis.
| L    | Objecte                            | Descripció                                                                     | Latitud (º) | Longitud (º) | Mida (Km) |
| ---- | ---------------------------------- | ------------------------------------------------------------------------------ | ----------- | ------------ | --------- |
| L1   | Lluna                              | La Lluna sencera                                                               |             |              | 3.476     |
| L2   | Llum cendrosa                      | La llum del Sol reflectida per la Terra                                        |             |              |           |
| L3   | Dicotomia Mars/Elevacions          | El contrast entre el color fosc dels mars i les parts altes més clares         |             |              |           |
| L4   | Montes Apenninus                   | El sistema muntanyós que es troba al sud-oest del Mar Imbrium                  | 18,9 N      | 3,7 O        | 70        |
| L5   | Copernicus                         | L'Arquetip de cràter complex                                                   | 9,7 N       | 20,1 O       | 93        |
| L6   | Tycho                              | Gran cràter i sistema de raigs d'impacte                                       | 43,4 S      | 11,1 O       | 85        |
| L7   | Rupes Altai                        | Escarpa a la vora del Mare Nectaris                                            | 24,3 S      | 22,6 E       | 425       |
| L8   | Theòfil, Ciril, Caterina           | Seqüència de cràters que il·lustren etapes de degradació                       | 13,2 S      | 24,0 E       |           |
| L9   | Clavius                            | Cràter amb paret exterior petita amb relació a la seva mida                    | 58,8 S      | 14,1 W       | 225       |
| L10  | Mare Crisium                       | Mar contingut en una gran conca circular                                       | 18,0 N      | 59,0 E       | 540       |
| L11  | Aristarc (cràter)                  | Cràter molt brillant amb bandes fosques a les seves parets                     | 23,7 N      | 47,4 W       | 40        |
| L12  | Proclus                            | Raigs d'impacte oblics                                                         | 16,1 N      | 46,8 E       | 28        |
| L13  | Gassendi                           | Cràter amb el terra fracturat                                                  | 17,6 S      | 40,1 W       | 101       |
| L14  | Sinus Iridum                       | Gran cràter al que li falta una vora                                           | 45,0 N      | 32,0 W       | 260       |
| L15  | Rupes Recta                        | El millor exemple de paret lunar                                               | 21,8 S      | 7,8W         | 110       |
| L16  | Petavius                           | Cràter amb el fons elevat i fracturat                                          | 25,1 S      | 60,4 E       | 177       |
| L17  | Vallis Schröteri                   | Gran esquerda sinuosa                                                          | 26,2 N      | 50,8 W       | 168       |
| L18  | Vores fosques del Mare Serenitatis | Diferents àrees del mar de diferent composició                                 | 17,8 N      | 23,0 E       |           |
| L19  | Vallis Alpes                       | Esquerda lunar                                                                 | 49,0 N      | 3,0 E        | 165       |
| L20  | Posidonius                         | Cràter amb el terra fracturat                                                  | 31,8 N      | 29,9 E       | 95        |
| L21  | Fracastorius                       | Cràter amb el terra enfonsat i fracturat                                       | 21,5 S      | 33,2 E       | 124       |
| L22  | Aristarchus Plateau                | Misteriosa regió elevada sota un mant piroclàstic                              | 26.0 N      | 51,0 W       | 150       |
| L23  | Mons Pico                          | Fragment aïllat de l'anell de Imbrium                                          | 45,7 N      | 8,9 W        | 25        |
| L24  | Rima Hyginus                       | Esquerda que conté foses d'enfonsament sense vores                             | 7,4 N       | 7,8 E        | 220       |
| L25  | Messier & Messier A                | Parell d'impactes de rebot oblic                                               | 1,9 S       | 47,6 E       | 11        |
| L26  | Mare Frigoris                      | Mar arquejat d'origen incert                                                   | 56,0 N      | 1,4 E        | 1600      |
| L27  | Arquimedes                         | Gran cràter sense pic central                                                  | 29,7 N      | 4,0 W        | 83        |
| L28  | Hiparc (cràter)                    | First drawing of a single crater                                               | 5,5 S       | 4,8 E        | 150       |
| L29  | Rima Ariadaeus                     | Esquerda llarga i lineal                                                       | 6,4 N       | 14,0 E       | 250       |
| L30  | Schiller Possible                  | Possible impacte oblic                                                         | 51,9 S      | 39,0 W       | 180       |
| L31  | Taruntius                          | Cràter jove amb el terra fracturat                                             | 5,6 N       | 4,65 E       | 56        |
| L32  | Arago Alpha & Beta                 | Elevacions volcàniques                                                         | 6,2 N       | 21,4 E       | 26        |
| L33  | Serpentine Ridge                   | Segment de l'anell interior d'una conca                                        | 27,3 N      | 25,3 E       | 155       |
| L34  | Lacus Mortis                       | Cràter estrany amb esquerda i cresta                                           | 45,0 N      | 27,2 E       | 152       |
| L35  | Rimae Triesnecker                  | Família d'esquerdes                                                            | 4,3 N       | 4,6 E        | 215       |
| L36  | Badia Grimaldi                     | Conca petita amb doble anell                                                   | 5,5 S       | 68,3 W       | 440       |
| L37  | Bailly                             | Conca que gairebé no es discerneix                                             | 66,5 S      | 69,1 W       | 303       |
| L38  | Sabine & Ritter                    | Possible impactes bessons                                                      | 1,7 N       | 19,7 E       | 30        |
| L39  | Schickard                          | Raigs d'ejecció al terra oriental del cràter                                   | 44,3 S      | 55,3 W       | 227       |
| L40  | Rima Janssen                       | Exemple rar d'esquerda a les terres altes                                      | 45,4 S      | 39,.3 E      | 190       |
| L41  | Raig de Bessel                     | Raig d'origen indeterminat al costat de Bessel                                 | 21,8 N      | 17,9 E       |           |
| L42  | Domes Marius                       | Complexe de cúpules i turons d'origen volcànic                                 | 12,5 N      | 54,0 O       | 125       |
| L43  | Wargentin                          | Cràter ple fins a la vora amb lava o ejeccions                                 | 49,6 S      | 60,2 O       | 84        |
| L44  | Mersenius                          | Cràter de planta convexa tallada per cràters secundaris                        | 21,5 S      | 49,2 O       | 84        |
| L45  | Maurolycus                         | Regió saturada de cràters                                                      | 42,0 S      | 14,0 E       | 114       |
| L46  | Pic central de Regiomontanus       | Pic de possible origen volcànic                                                | 28,0 S      | 0,6 O        | 124       |
| L47  | Taques fosques d'Alphonsus         | Zones fosques degudes a erupcions al terra del cràter                          | 13,7 S      | 3,2 O        | 119       |
| L48  | Regió Cauchy                       | Falles, rimes i cúpules                                                        | 10,5 N      | 38,0 E       | 130       |
| L49  | Gruithuisen Delta i Gamma          | Cúpules volcàniques formades per lava viscosa                                  | 36,3 N      | 40,0 O       | 20        |
| L50  | Planes de Cayley                   | Suaus i lleugeres planes d'origen incert                                       | 4,0 N       | 15,1 E       | 14        |
| L51  | Cadena muntanyosa de Davy          | Resultat d'impactes de fragments d'un cometa                                   | 11,1 S      | 6,6 O        | 50        |
| L52  | Crüger                             | Possible caldera volcànica                                                     | 16,7 S      | 66,8 O       | 45        |
| L53  | Lamont                             | Possible mar enterrat                                                          | 4,4 N       | 23,7 E       | 106       |
| L54  | Rimae Hippalus                     | Rimes concèntriques al Mare Humorum                                            | 24,5 S      | 29,0 O       | 240       |
| L55  | Baco                               | Sòl del cràter inusualment llis i planes del voltant                           | 51,0 S      | 19,1 E       | 69        |
| L56  | Mare Australe                      | Antiga conca parcialment inundada                                              | 49,8 S      | 84,5 E       | 880       |
| L57  | Reiner Gamma                       | Remolí conspicu i anomalia magnètica                                           | 7,7 N       | 59,2 O       | 70        |
| L58  | Vallis Rheita                      | Vall formada per una cadena de cràters superposats                             | 42,5 S      | 51,5 E       | 68        |
| L59  | Conca de Schiller-Zucchius         | Conca molt degradada poc visible                                               | 56,0 S      | 45,0 O       | 335       |
| L60  | Dome Kies Pi                       | Cúpula volcànica                                                               | 26,9 S      | 24,2 O       | 45        |
| L61  | Mösting A                          | Cràter simple prop del centre de la cara que veiem de la Lluna                 | 3,2 S       | 5,2 W        | 13        |
| L62  | Rümker                             | Gran elevació volcànica                                                        | 40,8 N      | 58,1 W       | 70        |
| L63  | Escultura Imbrium                  | Conques de Boscovich, Julius Caesar i els seus voltants coberts d'ejeccions    | 11,0 N      | 12,0 E       |           |
| L64  | Descartes                          | Lloc d'aterratge de l'Apollo 16; Suposada regió volcànica de les terres altes. | 11,7 S      | 15,7 E       | 48        |
| L65  | Hortensius domes                   | Camp de cúpules al nord d'Hortensius                                           | 7,6 N       | 27,9 W       | 10        |
| L66  | Rima Hadley                        | Canal de lava prop del lloc d'aterratge de l'Apolo 15                          | 25,0 N      | 3,0 E        |           |
| L67  | Formació Fra Mauro                 | Lloc d'aterratge de l'Apolo 14 a l'ejecció de Imbrium                          | 3,6 S       | 17,5 W       |           |
| L68  | Flamsteed P                        | Proposta de cràter volcànic jove i lloc d'aterratge del Surveyor 1             | 3,0 S       | 44,0 W       | 112       |
| L69  | Cràters secundaris de Copernicus   | Raigs i petits cràters prop de Pytheas                                         | 19,6 N      | 19,1 W       | 4         |
| L70  | Mare Humboldtianum                 | Conca d'impacte amb diversos anells                                            | 57,0 N      | 80,0 E       | 650       |
| L71  | Mant fosc de Sulpicius Gallus      | Erupcions de cendre al nord-oest del cràter                                    | 19,6 N      | 11,6 E       | 12        |
| L72  | Cràters d'halo fosc d'Atlas        | Cavitats volcàniques explosives al terra de Atlas                              | 46,7 N      | 44,4 E       | 87        |
| L73  | Mare Smythii basin                 | Mar de difícil observació                                                      | 2,0 S       | 87,0 E       | 740       |
| L74  | Copernicus H                       | Cràter d'impacte amb halo fosc                                                 | 6,9 N       | 18,3 W       | 5         |
| L75  | Ptolemaeus B                       | Depressió al terra de Ptolemaeus                                               | 8,0 S       | 0,8 W        | 16        |
| L76  | W. Bond                            | Gran cràter degradat per l'ejecció d'Imbrium                                   | 65,3 N      | 3,7 E        | 158       |
| L77  | Rimae Sirsalis                     | Rimes radials procedents de la conca de Procellarum                            | 15,7 S      | 61,7 W       | 425       |
| L78  | Lambert R                          | Cràter 'fantasma' ensorrat                                                     | 23,8 N      | 20,6 W       | 54        |
| L79  | Sinus Aestuum                      | Mant fosc de depòsits volcànics                                                | 12,0 N      | 3,5 W        | 90        |
| L80  | Conca Orientale                    | La més jove conca d'impacte                                                    | 19,0 S      | 95,0 W       | 930       |
| L81  | Hesiodus A                         | Cràter concèntric                                                              | 30,1 S      | 17,0 W       | 15        |
| L82  | Linné                              | Cràter petit que es va pensar que havia desaparegut                            | 27,7 N      | 11,8 E       | 2,4       |
| L83  | Petits cràter de Plató             | Forats de cràter al límit de la detecció                                       | 51,6 N      | 9,4 W        | 101       |
| L84  | Pitatus                            | Cràter amb rimes concèntriques                                                 | 29,8 S      | 13,5 W       | 97        |
| L85  | Raigs Langrenus                    | Sistema de raigs antics                                                        | 8,9 S       | 60,9 E       | 132       |
| L86  | Rimae Prinz                        | Sistema de rimes a prop del cràter Prinz                                       | 27,0 N      | 43,0 W       | 46        |
| L87  | Humboldt                           | Cràter amb un pic central i taques fosques                                     | 27,0 S      | 80,9 E       | 207       |
| L88  | Peary                              | Cràter polar díficil d'observar                                                | 88,6 N      | 33,0 E       | 74        |
| L89  | Domo Valentine                     | Edifici volcànic                                                               | 30,5 N      | 10,1 E       | 30        |
| L90  | Armstrong, Aldrin & Collins        | Petits cràters a prop d'on va a terrar l'Apol·lo 11                            | 1,3 N       | 23,7 E       | 3         |
| L91  | Rimae De Gasparis                  | Àrea amb moltes rimes                                                          | 25,9 S      | 50,7 W       | 30        |
| L92  | Vallis Gylden                      | Part de l'esculptura radial de Imbrium                                         | 5,1 S       | 0.7 E        | 47        |
| L93  | Raigs de Dionysius                 | Raigs poc usuals, rars i foscos                                                | 2,8 N       | 17,3 E       | 18        |
| L94  | Drygalski                          | Gran regió de cràters del Pol Sud                                              | 79,3 S      | 84,9 W       | 162       |
| L95  | Conca Procellarum                  | La conca més gran de la Lluna ?                                                | 23,0 N      | 15,0 W       | 3200      |
| L96  | Monts Leibnitz                     | Vora de la conca del Pol Sud Aitken                                            | 85,0 S      | 30,0 E       |           |
| L97  | Vallis Inghirami                   | Conca d'ejecció d'Orientale                                                    | 44,0 S      | 73,0 W       | 140       |
| L98  | Flux de lava de Imbrium            | Vores del flux de lava del Mare Imbrium                                        | 32,8 N      | 22,0 W       |           |
| L99  | Ina                                | Caldera volcànica jove amb forma de D                                          | 18,6 N      | 5,3 E        | 3         |
| L100 | Remolins Mare Marginis             | Possible camp de depòsits magnètics                                            | 18,5 N      | 88,0 E       |           |

Taula